# Darrin Mooney
Darrin Mooney (* 26. dubna 1967) je britský bubeník. Na bicí začal hrát ve svých dvanácti letech. Od roku 1997 je členem skupiny Primal Scream a v letech 2001 až 2011 byl členem doprovodné skupiny kytaristy Garyho Moora. Rovněž spolupracoval s dalšími hudebníky, mezi které patří Ian Anderson, Don Airey nebo Martin Barre.